# Marruvium
Marruvium ou Marruvio était une ancienne ville du peuple samnite des Marses, aujourd'hui un site archéologique des rives du lac Fucin, proche de l'actuelle ville de San Benedetto dei Marsi, province de L'Aquila dans les Abruzzes,.

## Historique

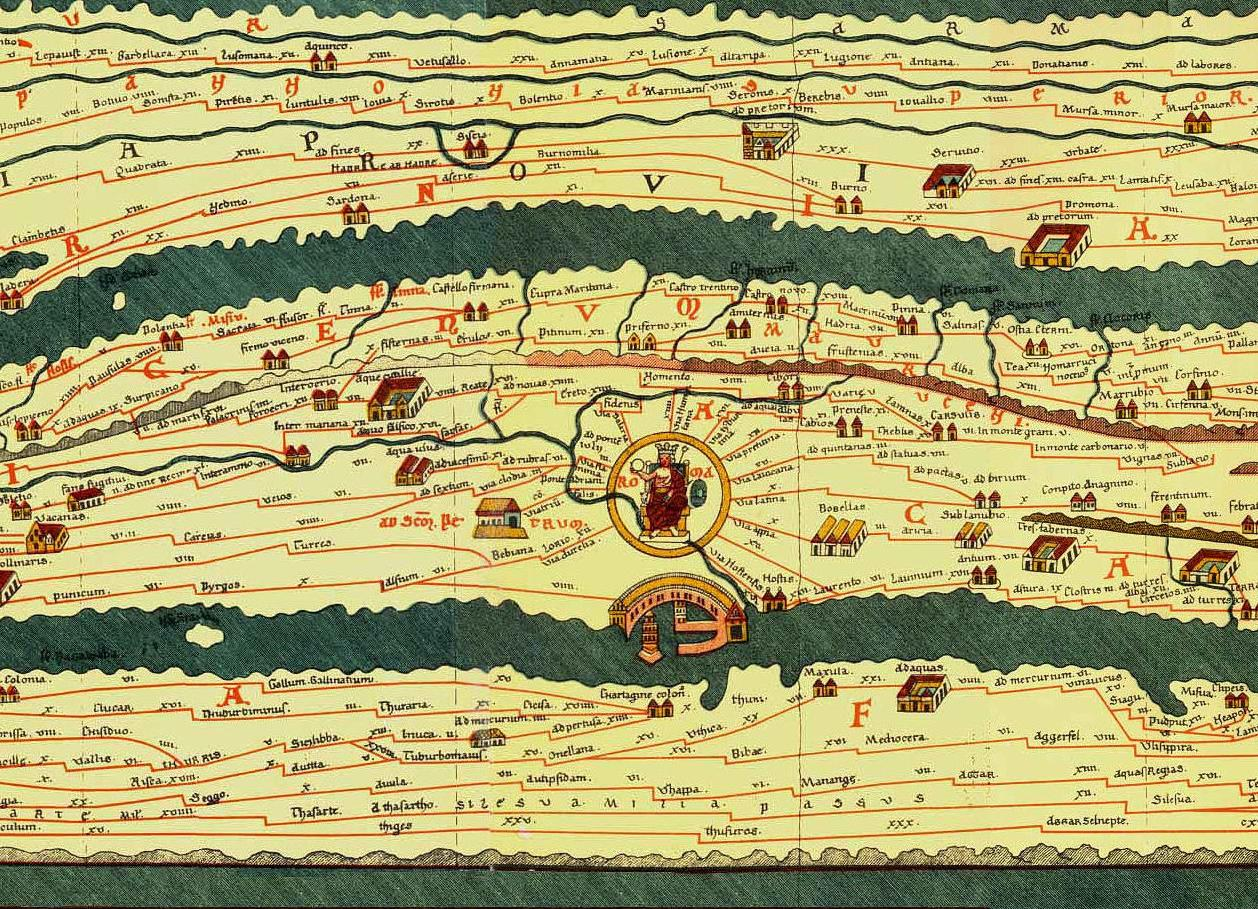
Marruvio sur la Tabula Peutingeriana.

Capitale des Marses, ancien peuple italique, depuis le Ier millénaire av. J.-C., elle conserva ce rôle jusqu'à son asservissement à Rome, survenu à la fin du IVe siècle av. J.-C..
Cependant, les informations sur la colonisation pré-romaine sont rares ; la zone était habitée depuis l'âge du fer, mais une véritable expansion urbaine n'a été enregistrée qu'à l'époque romaine, à partir du IIe siècle av. J.-C. et culminant au Ier siècle.
Denys d'Halicarnasse le mentionne parmi les centres peuplés d'Abǒrĩgǐnes.

## Zone archéologique
San Benedetto dei Marsi conserve quelques vestiges de l'antique Marruvium. Parmi celles-ci, une domus se distingue par sa valeur artistique ; il reste ensuite quelques pans de murs en opus reticulatum (IIe siècle av. J.-C.) et les vestiges des thermes romains et de l'amphithéâtre.
Diverses inscriptions lapidaires ont également été retrouvées sur le site ou à proximité immédiate, notamment certains en dialecte marse ; une pierre mutilée atteste le nom du dieu Jupiter et d'une divinité féminine qui lui est apparentée (iouies pucles).

### Domus et thermes romains

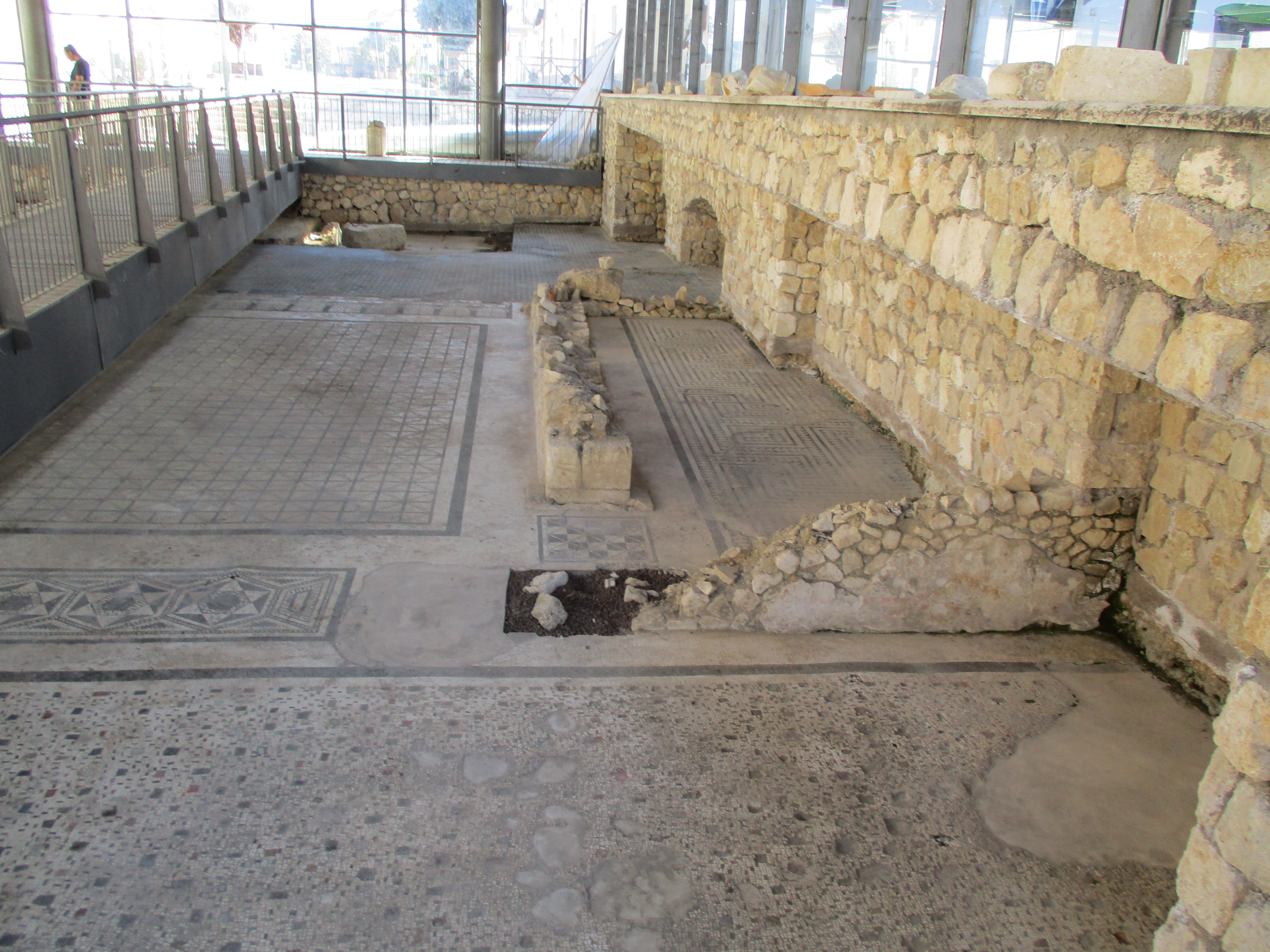
La domus.

Ils sont situés dans l'ancien hôtel de ville de Viale Vittorio Veneto, au confluent avec le Largo Bolognese, datant du IIe siècle av. J.-C.. La Domus a un sol en pierre intact, avec quelques mosaïques et restes de colonnes.

### Morroni
Ils appartiennent au IIe siècle et sont situés dans le noyau de la nouvelle ville. Il s'agit de deux gros blocs de pierre locale, utilisés par les Marses comme constructions funéraires en mémoire de leurs proches.

### Amphithéâtre romain
Il est situé juste à l'extérieur de la ville en direction de Pescina et date probablement de la fin du Ier siècle av. J.-C.. Il conserve le plan original et une partie d'une courbe avec quelques arcs.

## Galerie

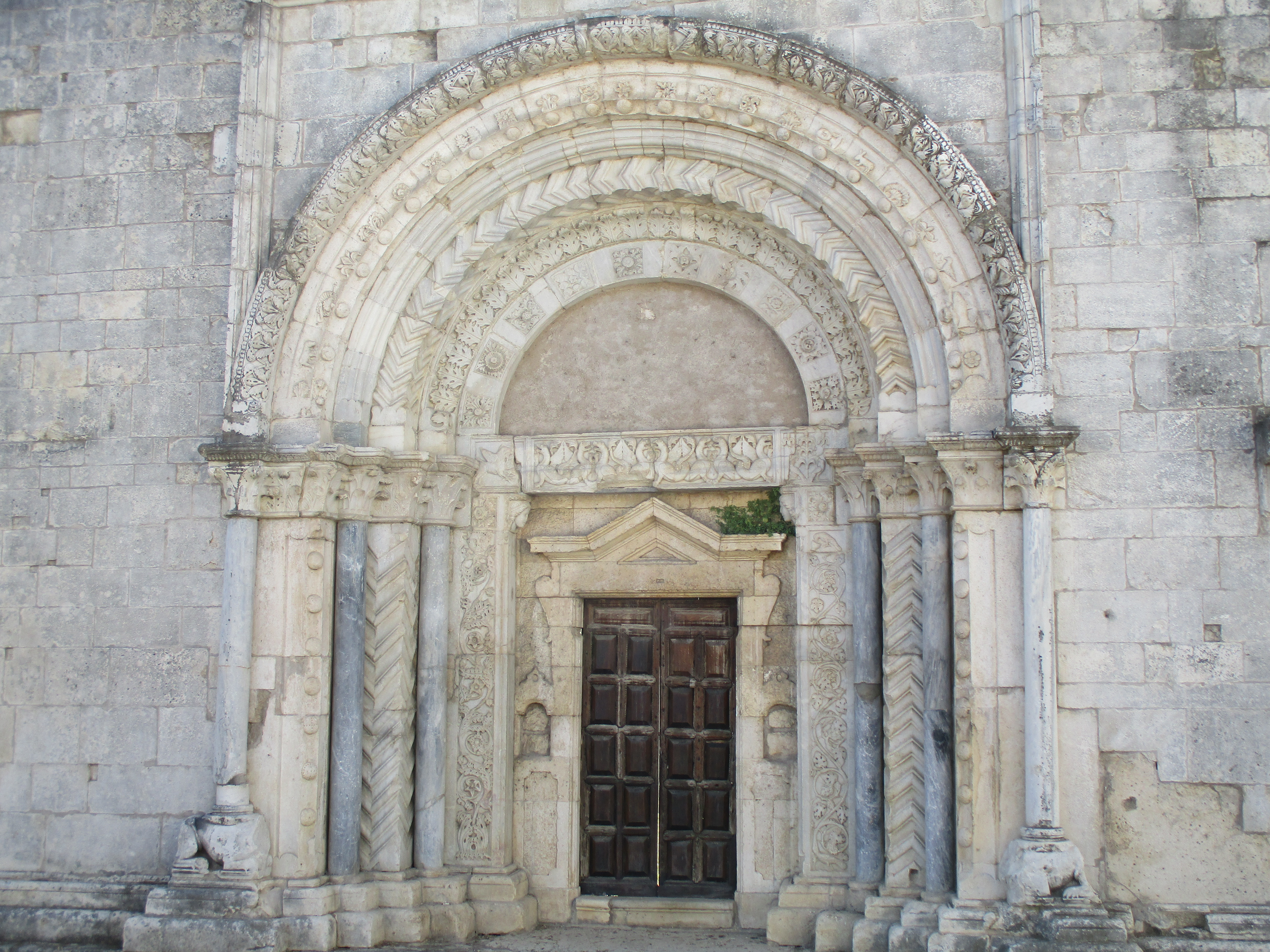
Le portail de l'ancienne cathédrale.
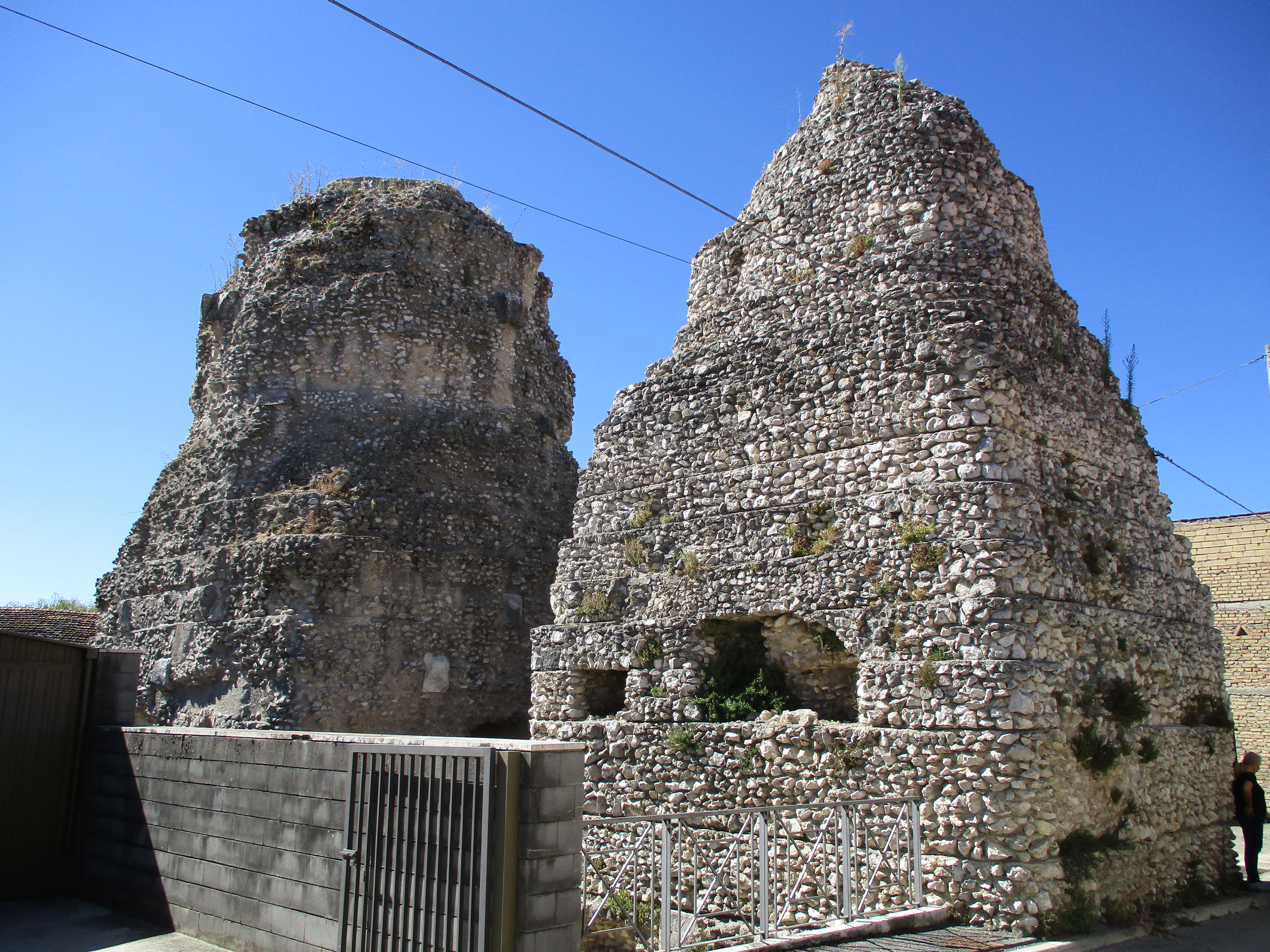
I Morroni.